# Nektar (Botanik)

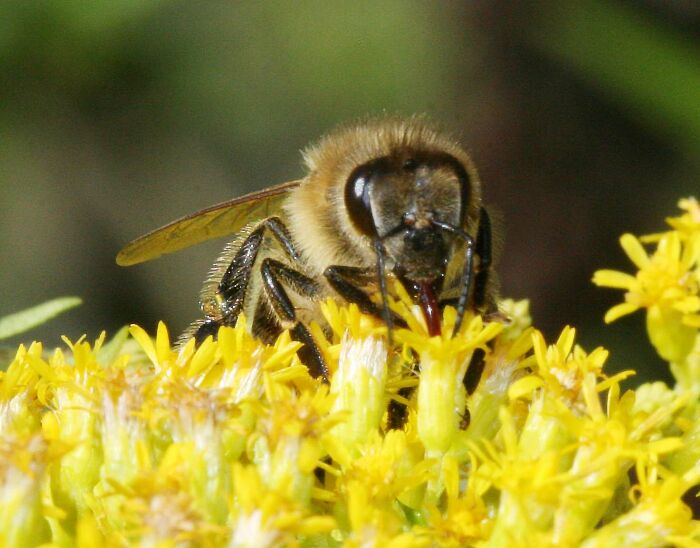
Nektar saugende Honigbiene am Blütenkelch der Goldrute

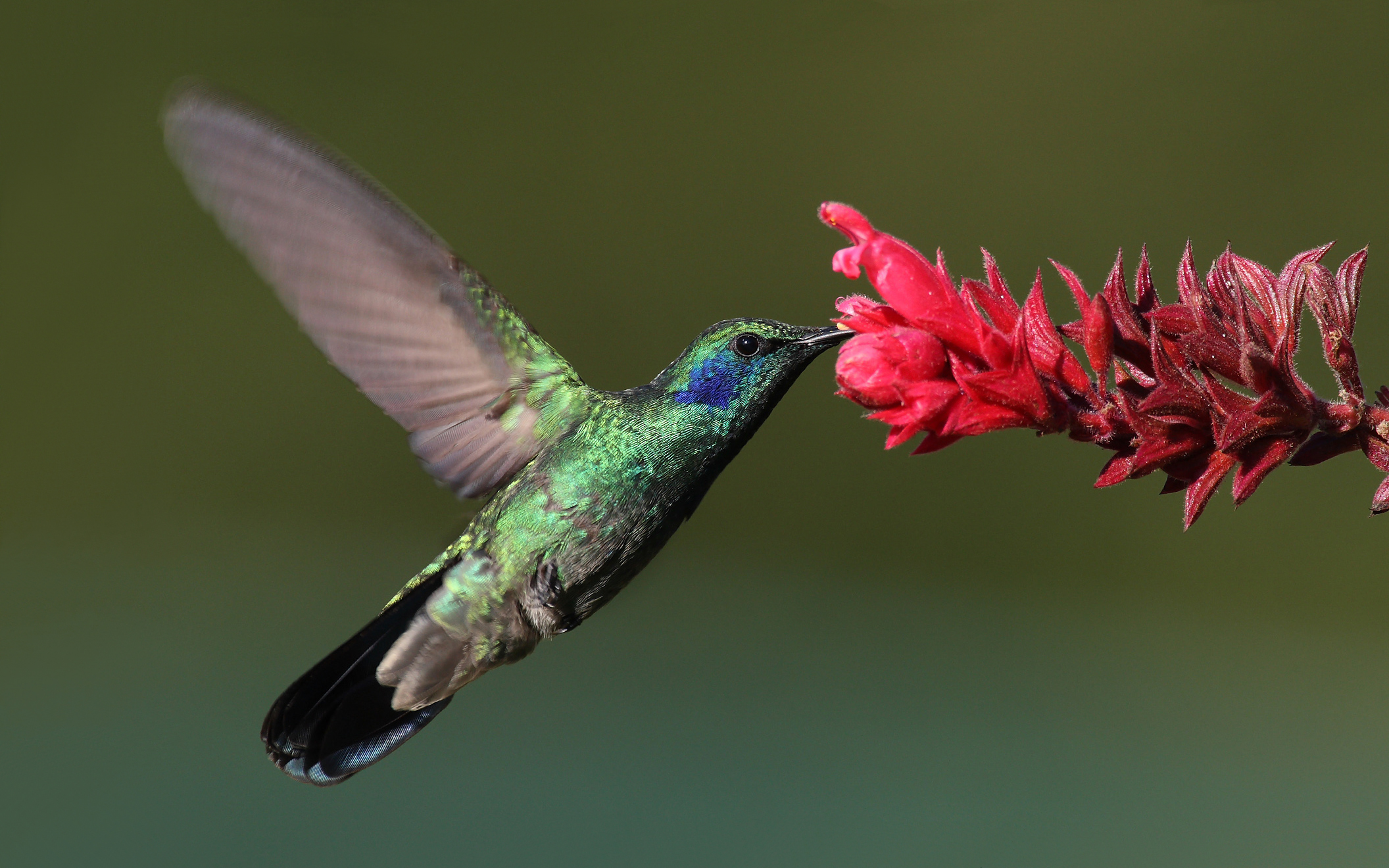
Berg-Veilchenohrkolibri (Colibri cyanotus) an einer Nahrungspflanze

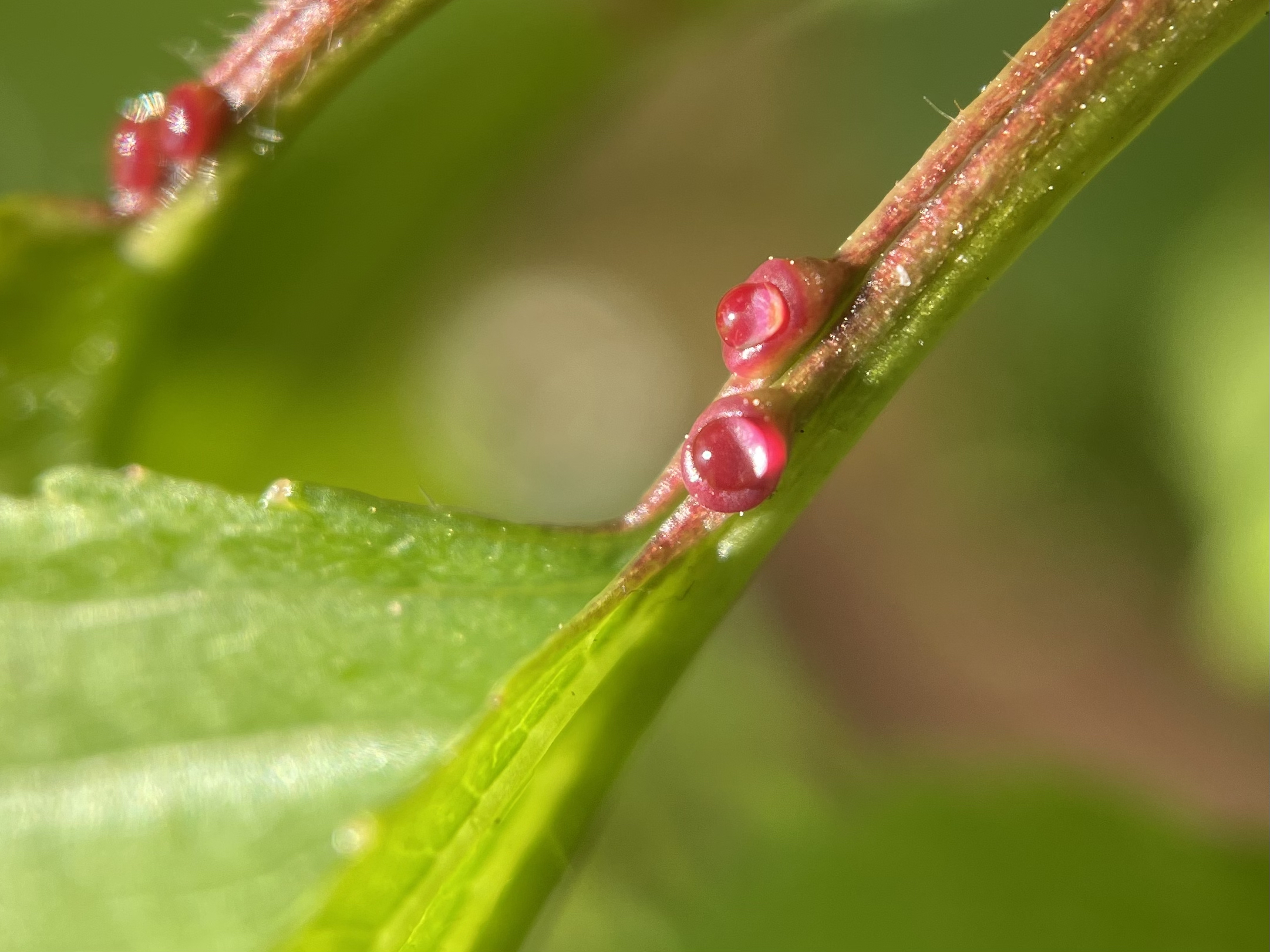
Nektardrüsen mit Nektartropfen am Blattstiel einer Vogel-Kirsche (Prunus avium)

Nektar ist eine wässrige Flüssigkeit, die reich an verschiedenen Zuckerarten wie Saccharose, Glucose und Fructose ist und auch Mineralstoffe und Duftstoffe enthält. Der Nektar wird von Pflanzen als Drüsensekret aus den Nektarien (Honigdrüsen) ausgeschieden, um Tiere anzulocken, die den Pollen dieser Pflanzen zu Blüten der gleichen Art zum Zweck der Fortpflanzung (geschlechtliche Vermehrung) transportieren sollen. Nektarien können auch außerhalb der Blüten an Blattstielen sitzen.
Dieses Prinzip, Tiere zu nutzen (vorwiegend Insekten, untergeordnet auch Wirbeltiere wie Kolibris und einige Fledertiere), um Pollen zur Bestäubung gezielt zu anderen Blüten zu transportieren, stellt unter gewissen Voraussetzungen eine wesentliche Verbesserung im Gegensatz zur Windbestäubung in der Evolution dar (siehe Tierbestäubung). Als Motivation oder Belohnung und gleichzeitig Energiequelle, z. B. für das Fliegen, dienen dabei die im Nektar enthaltenen Zuckerarten.
Nektar dient vielen Tieren als Nahrungsquelle und ist neben Honigtau der Rohstoff, aus dem Bienen Honig erzeugen. Hierbei wird durch körpereigene Enzyme der Bienen der Saccharose-Anteil weiter in die Grundbausteine Glucose und Fructose aufgespalten und der Wasseranteil verringert. Ungeläuterter Honig, wie er aus den Waben abfließt, wird auch als Honigseim bezeichnet.
In der griechischen Mythologie ist Nektar ein Trank der Götter, der ihnen, wie die Speise Ambrosia, Unsterblichkeit verleiht.